# Trilasma tropicum
Espèce
Trilasma tropicum est une espèce d'opilions dyspnois de la famille des Nemastomatidae.

## Distribution
Cette espèce est endémique du Honduras. Elle se rencontre vers Las Ventas.

## Description
Le mâle holotype mesure 2,5 mm et la femelle paratype 2,9 mm.

## Systématique et taxinomie
Cette espèce a été décrite par Shear en 2010.

## Publication originale
- Shear, 2010 : « New species and records of ortholasmatine harvestmen from México, Honduras, and the western United States (Opiliones, Nemastomatidae, Ortholasmatinae). » ZooKeys, vol. 52, p. 9–45.